# Ouango (ort)
Ouango är en ort i Centralafrikanska republiken.   Den ligger i prefekturen Mbomou, i den sydöstra delen av landet, 400 km öster om huvudstaden Bangui. Ouango ligger 409 meter över havet och antalet invånare är 4 365.
Terrängen runt Ouango är huvudsakligen platt. Ouango ligger nere i en dal. Runt Ouango är det mycket glesbefolkat, med 4 invånare per kvadratkilometer.. Det finns inga andra samhällen i närheten. 
I omgivningarna runt Ouango växer huvudsakligen savannskog.